# Saint-Ail
Saint-Ail ist eine französische Gemeinde mit 438 Einwohnern (Stand: 1. Januar 2022) im Département Meurthe-et-Moselle in der Region Grand Est (vor 2016: Lothringen). Sie gehört zum Arrondissement Val-de-Briey und ist Mitglied im Gemeindeverband Communauté de communes Orne Lorraine Confluences.

## Geografie
Saint-Ail liegt im nördlichen Teil des Départements an der Grenze zum benachbarten Département Moselle, etwa 10 Kilometer südsüdöstlich von Val de Briey. Umgeben wird Saint-Ail von den Nachbargemeinden Sainte-Marie-aux-Chênes (Département Moselle) im Norden und Osten, Amanvillers (Département Moselle) im Südosten, Vernéville (Département Moselle) im Süden, Jouaville im Westen und Südwesten sowie Batilly im Westen.

## Bevölkerungsentwicklung

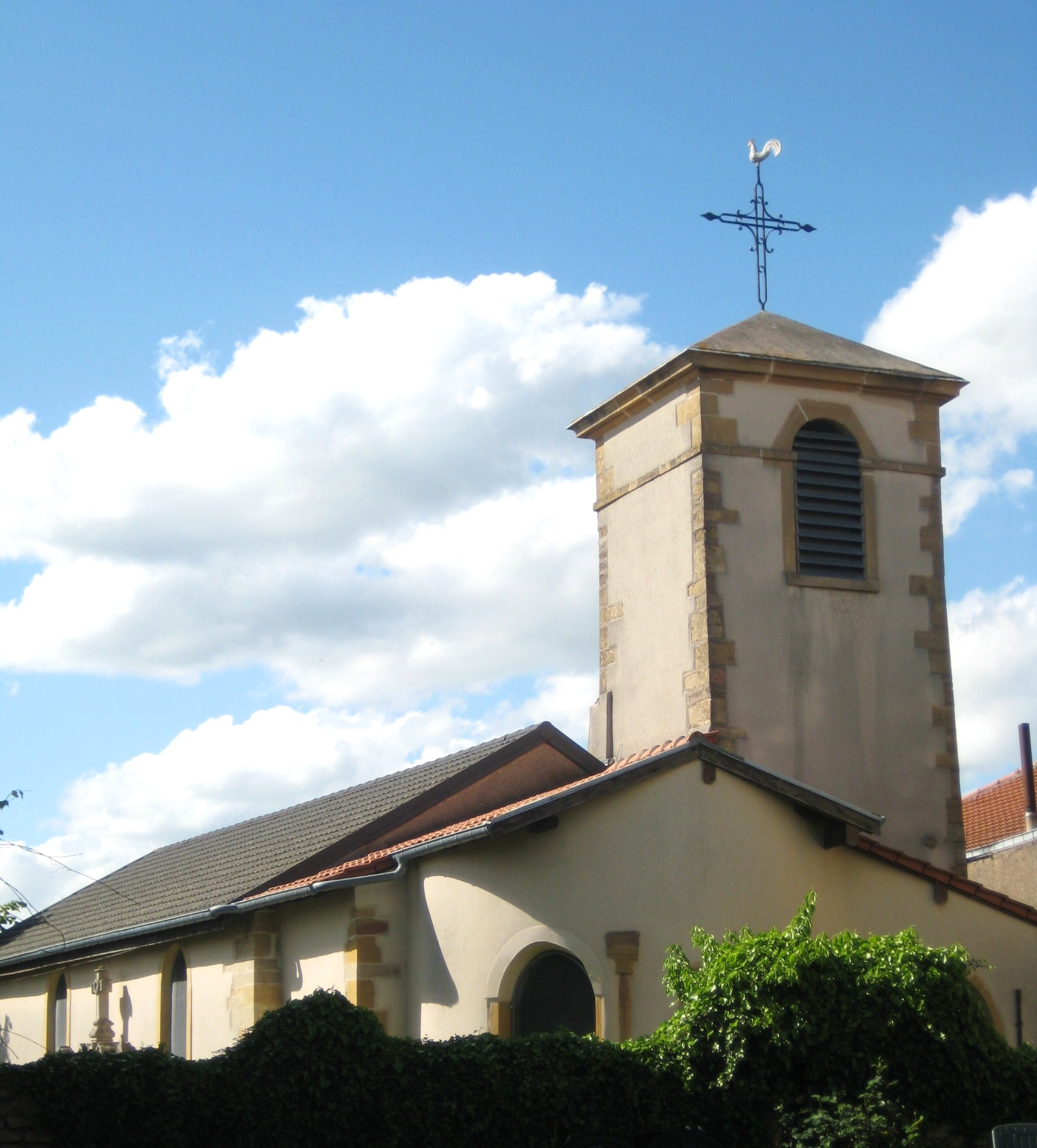
Kirche Saint-Étienne

| Jahr                       | 1962 | 1968 | 1975 | 1982 | 1990 | 1999 | 2006 | 2013 | 2021 |
| Einwohner                  | 223  | 208  | 198  | 233  | 315  | 328  | 323  | 435  | 410  |
| Quellen: Cassini und INSEE |      |      |      |      |      |      |      |      |      |

## Sehenswürdigkeiten
- Kirche Saint-Étienne aus dem 18. Jahrhundert